# Гошкодеря, Валерий Анатольевич
Валерий Анатольевич Гошкодеря (укр. Валерій Анатолійович Гошкодеря; 1 ноября 1959, Хрущёв, Кировоградская область — 13 марта 2013, Донецк) — советский и украинский футболист. Мастер спорта СССР (1984).

## Биография
Карьеру начал в клубе «Звезда» Кировоград. В 1981 перешёл в донецкий «Шахтёр», следующие два сезона отыграл в СКА (Ростов-на-Дону). В 1984 вернулся в «Шахтёр», за который играл до 1990 года.
В 1990—1995 играл за польские клубы «Сталь» Сталёва-Воля и «Балтык» Гдыня.
Закончил карьеру в «Шахтёре» Макеевка.
Работал тренером в академии донецкого «Шахтёра».
13 марта 2013 погиб в Донецке, по одной из версий — выпал из окна.

## Достижения
- Обладатель Кубка сезона: 1984
- Финалист Кубка СССР (2): 1985, 1986

## Семья
Сын — Виталий Гошкодеря — также профессиональный футболист